# Isabel Maria da Conceição de Bragança
Isabel Maria de Bragança (Lisboa, 4 de julho de 1801 — Lisboa, 22 de abril de 1876) foi uma Infanta de Portugal, quarta filha do rei João VI de Portugal e de sua esposa, a rainha Carlota Joaquina da Espanha. Ela atuou como regente de seu irmão Pedro IV e de sua sobrinha Maria II entre 1826 e 1828.

## Biografia
A infanta D.Isabel era a quarta filha mulher de D. João VI e de sua consorte, D. Carlota Joaquina.
Em 1808, com apenas sete anos de idade, D. Isabel Maria teve que partir com o resto da família real portuguesa para o Brasil, em função da Primeira invasão francesa de Portugal.
No dia 6 de março de 1826, D. João VI, doente, nomeou uma regência presidida pela infanta D. Isabel Maria, de vinte e cinco anos, a qual vigoraria, mesmo com a morte do rei, até que o legítimo herdeiro e sucessor da Coroa aparecesse. Ela foi regente de Portugal até 26 de fevereiro de 1828. D. João VI morreu quatro dias depois do decreto.
Além de D. Isabel Maria, faziam parte do chamado Conselho de Regência o cardeal-patriarca D. Patrício da Silva; o 6.° Duque de Cadaval; o 1.° Marquês de Valada; e o Conde de Arcos. Na qualidade de adjuntos, estavam os seis ministros de Estado das diferentes secretarias.
Em 1828, D. Isabel Maria entregou a regência ao irmão, D. Miguel, que deveria casar-se com sua sobrinha, a rainha Dona Maria II. Este, por sua vez, juraria a Carta Constitucional de 1826 promulgada por D. Pedro IV. Entretanto, não foi o que aconteceu.
A Carta Constitucional encontrou forte oposição, mostrando-se  D. Miguel desfavorável a ela. Em julho do mesmo ano, D. Isabel Maria declarou solenemente:
| “ | Juro cumprir e fazer cumprir a Carta Constitucional decretada e dada por El-Rei o senhor D. Pedro IV em 29 de abril de 1826, para os reinos de Portugal e Algarves e seus domínios, tão inteira e fielmente como nela se contém. | ” |

Começou, assim, o consequente duelo entre o Portugal da Tradição e o Portugal da Revolução. Se o governo venceu, é certo que os desentendimentos continuaram entre as Câmaras e os ministros, mas também devido às manobras da rainha-viúva, D. Carlota Joaquina.
Morreu solteira em Benfica, nos arredores de Lisboa, e o seu corpo foi sepultado em São Vicente de Fora. Dedicou-se em seus últimos anos à Igreja Católica.